# Italochrysa insignis
Italochrysa insignis är en insektsart som först beskrevs av Walker 1853.  Italochrysa insignis ingår i släktet Italochrysa och familjen guldögonsländor. Inga underarter finns listade i Catalogue of Life.

## Bildgalleri

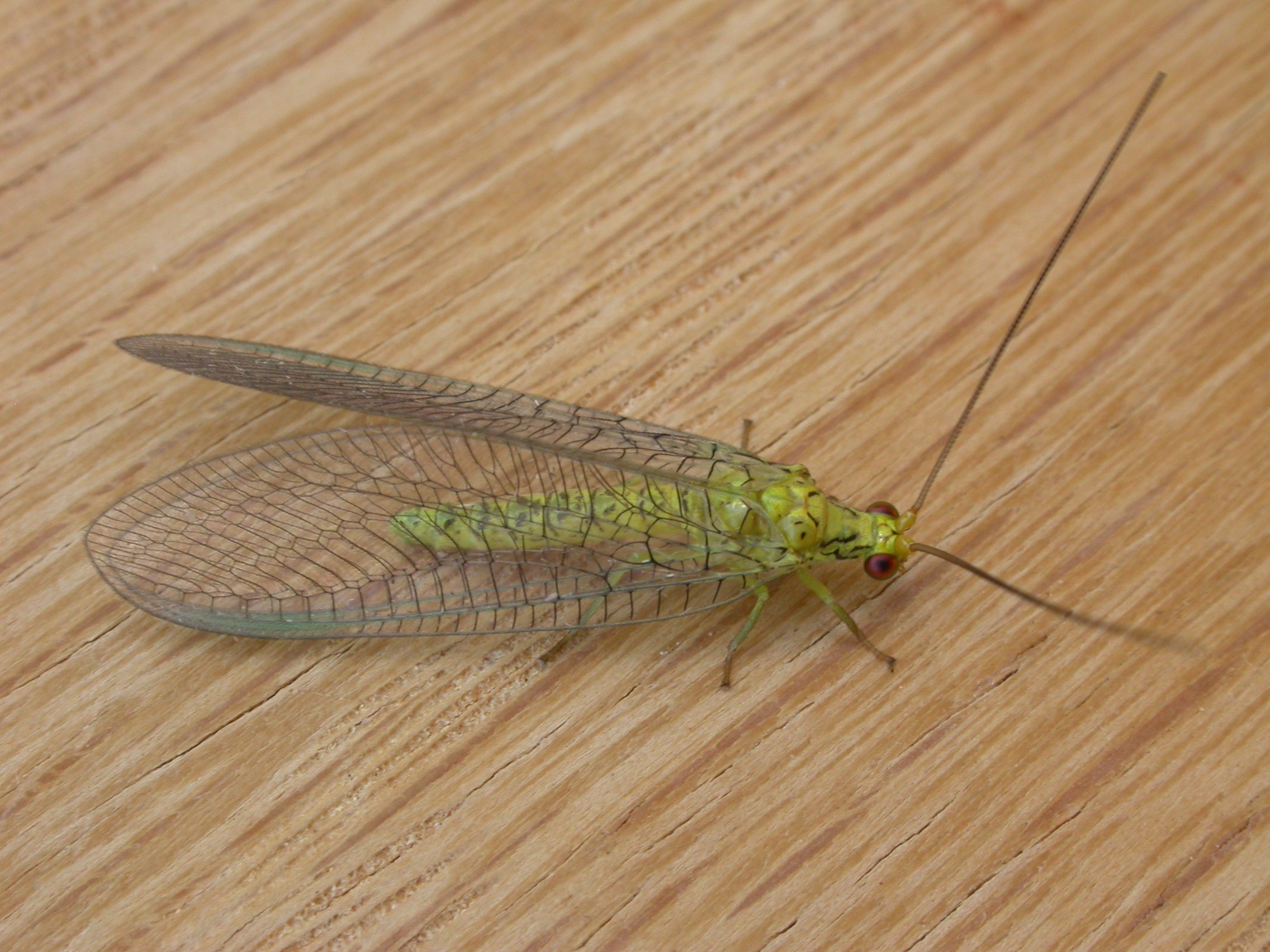